# Narciso Yepes
Pour les articles homonymes, voir Yepes.
Narciso Garcia Yepes, né à Lorca le 14 novembre 1927 et mort à Murcie le 3 mai 1997, est un guitariste espagnol.

## Biographie
Narciso Yepes naît le 14 novembre 1927 dans une famille paysanne modeste. Il obtient une guitare et retrouve des airs populaires dès son jeune âge. Il étudie au Conservatoire de Valence. Il fait la connaissance du chef d'orchestre Ataúlfo Argenta, avec qui il interprète en 1947 le Concerto d'Aranjuez de Joaquin Rodrigo. Il entame une grande carrière et enregistre ses transcriptions pour guitare de pièces pour piano d'Isaac Albéniz, d'Enrique Granados ou de Manuel de Falla.
Il connaît une grande popularité grâce à son interprétation de la musique du film Jeux interdits. Il s'agissait dans ce film de plusieurs pièces transcrites comme celles de Robert de Visée ou de Jean-Philippe Rameau, choisies et interprétées comme celle de Napoléon Coste ou comme la fameuse romance anonyme qui depuis, pour le public, porte le nom du film. Cette romance lui est souvent attribuée dans les médias, alors qu'il s'agit en réalité d'une pièce publiée par Daniel Fortea avec la mention « anonyme » et dont la source est en fait une œuvre manuscrite de Fernando Sor à peine remaniée.

## La guitare à dix cordes

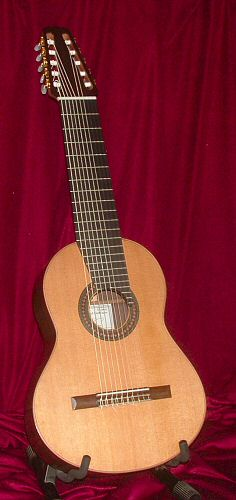
Guitare classique à dix cordes.

Narciso Yepes est un des rares guitaristes du XXe siècle à utiliser couramment une guitare classique à dix cordes, avec laquelle il enregistre de nombreuses transcriptions de musique espagnole avec la mezzo-soprano Teresa Berganza. Il ne s'agit pas d'une guitare à cinq chœurs de cordes doubles de type baroque, mais d'une guitare à dix cordes simples, avec quatre cordes graves supplémentaires par rapport à la guitare classique ordinaire et avec un manche élargi en conséquence. Le compositeur français Maurice Ohana, très intéressé par cet instrument, compose alors de nombreuses œuvres pour celui-ci.

## Prix
- En 1980, il reçoit la Médaille d'or du mérite des beaux-arts par décret royal au titre du ministère de la Culture[3].
- En 1987, il reçoit le Prix national de musique.